# Paul Stanley (álbum)
Paul Stanley es un álbum de estudio del guitarrista de la banda estadounidense Kiss, publicado en 1978.
Es uno de los cuatro álbumes en solitario lanzados por los miembros de Kiss el 18 de septiembre de 1978, junto a los de Gene Simmons, Peter Criss y Ace Frehley. 
El álbum alcanzó el lugar #40 en las listas estadounidenses. Alcanzó el certificado de Platino el 2 de octubre de 1978, al vender un millón de copias.

## Lista de canciones
1. Tonight You Belong to Me (Paul Stanley) – 4:39
  - Líder vocal - Paul Stanley
2. Move On (Stanley, Mikel Japp) – 3:07
  - Líder vocal - Paul Stanley
3. Ain't Quite Right (Stanley, Japp) – 3:34
  - Líder vocal - Paul Stanley
4. Wouldn't You Like to Know Me? (Stanley) – 3:16
  - Líder vocal - Paul Stanley
5. Take Me Away (Together As One) (Stanley, Japp) – 5:26
  - Líder vocal - Paul Stanley
6. It's Alright (Stanley) – 3:31
  - Líder vocal - Paul Stanley
7. Hold Me, Touch Me (Think of Me When We're Apart) (Stanley) – 3:40
  - Líder vocal - Paul Stanley
8. Love In Chains (Stanley) – 3:34
  - Líder vocal - Paul Stanley
9. Goodbye (Stanley) – 4:09
  - Líder vocal - Paul Stanley

## Personal
- Paul Stanley: Guitarra eléctrica, Guitarra acústica, líder vocal, coro, E-Bow, Guitarra líder y rítmica (en 7)
- Bob Kulick: Guitarra líder, Guitarra acústica & Guitarra eléctrica
- Eric Nelson: Bajo en 6, 7, 8 & 9
- Steve Buslowe: Bajo en 1, 2, 3, 4 & 5
- Craing Krampf: Batería en 6, 7, 8 & 9
- Richie Fontana: Batería en 1, 2, 3 & 4
- Doug Katsaros: Piano y coros en 7
- Carmine Appice: Batería en 5